# Teucrium
Teucrium es un género de plantas de la familia Lamiaceae, de porte arbustivo o herbáceo, común en hábitats soleados tipo tomillar o formando parte del sotobosque e incluso empleado en jardinería (T. fruticans). El género consta de 1090 taxones descritos, de los cuales unos 415 están aceptados, entre especies, subespecies, variedades, formas e híbridos. Muchos de estos taxones presentan una gran diversificación subespecífica. En la península ibérica crecen numerosas especies, muchas de las cuales son endemismos locales.

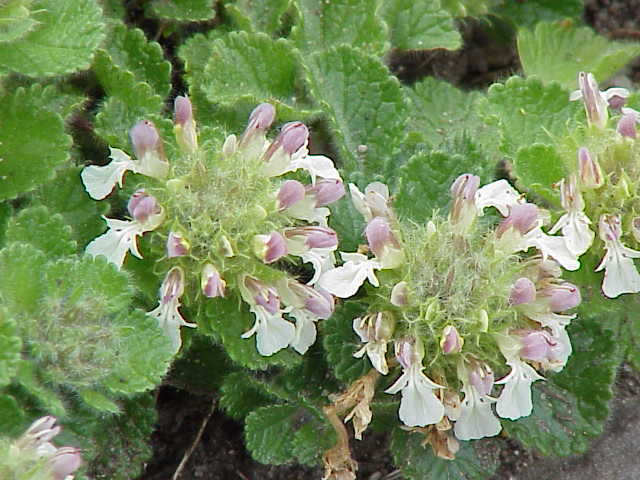
Teucrium pyrenaicum

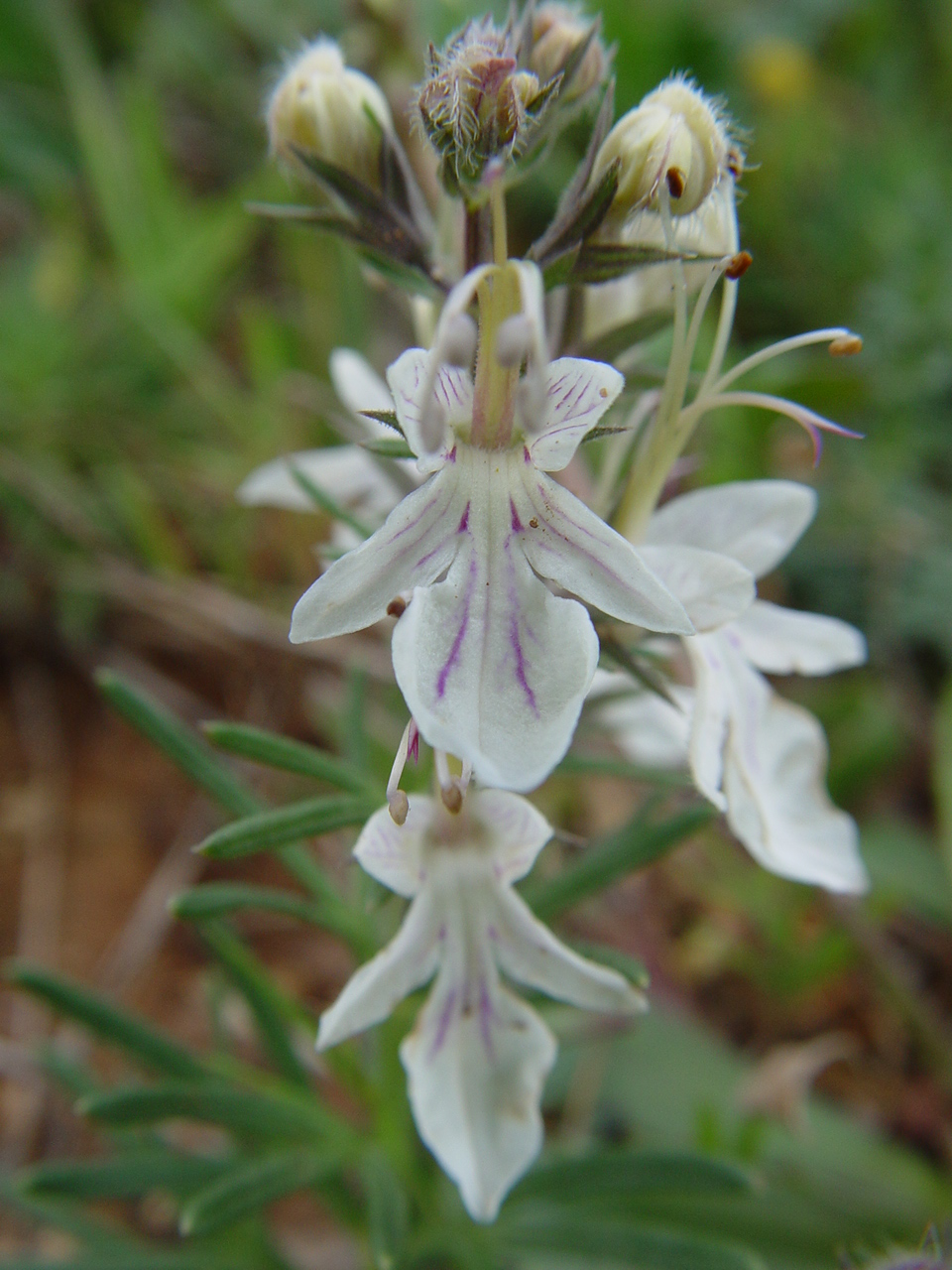
Teucrium pseudochamaepitys

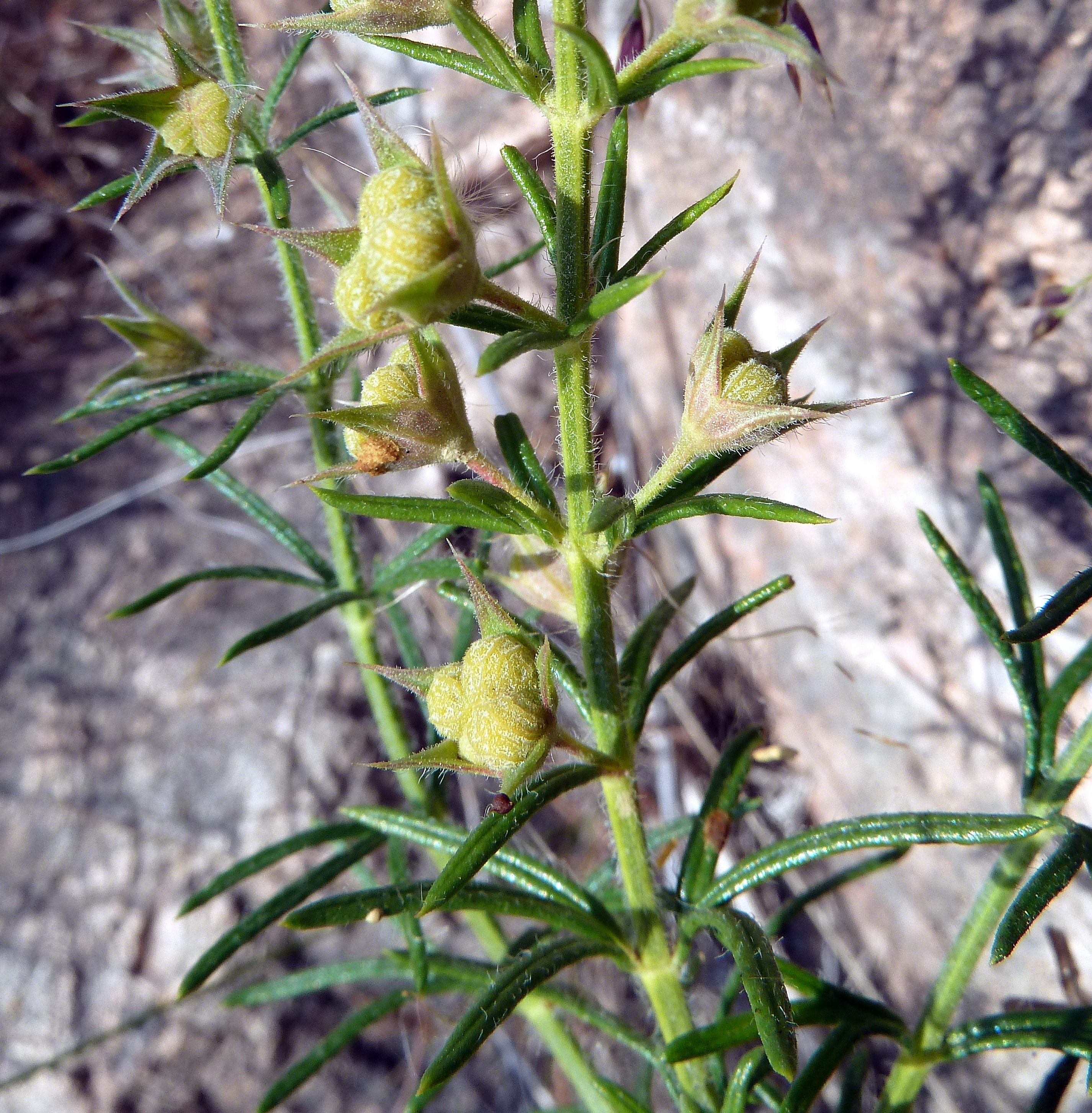
Ejemplo de frutos: esquizocarpos reducidos a 3 núculas fértiles (inmaduras) in situ de T. pseudochamaepitys, rodeadas del cáliz penta-dentado.

## Etimología
Del Griego τεύχριον, y luego el Latín teucri, -ae y teucrion, -ii, usado por Plinio el Viejo en Historia naturalis, 26, 35 y  24, 130, para designar el género Teucrium, pero también el Asplenium ceterach, que es un helecho (25, 45). Hay otras interpretaciones que derivan el nombre de Teucri, -ia, -ium, de los troyanos, pues Teucro era hijo del río Escamandro y la ninfa Idaia, y fue el antepasado legendario de los troyanos, por lo que estos últimos a menudo son llamados teucrios. Pero también Teucrium podría referirse a Teûkros, en latín Teucri, o sea Teucro, hijo de Telamón y Hesione y medio-hermano de Ajax, y que lucharon contra Troya durante la guerra del mismo nombre, durante la cual descubrió la planta en el mismo período en que Aquiles, según la leyenda, descubrió la Achillea.

## Descripción
Arbustos, matas o hierbas perennes, bienales o anuales, ocasionalmente rizomatosas y con frecuencia aromáticas.
Los tallos son de sección cuadrangular o redondeada, con entrenudos macizos, lisos o, rara vez, estriados, ramificados, de ramas opuestas, a veces divaricadas (que forman un ángulo muy abierto con el tallo) o intrincadas y, raramente, espinosas. Las hojas pueden ser sentadas o pecioladas, persistentes, a menudo con márgenes marcadamente revolutos. La inflorescencia es simple o compuesta, en espiga de verticilastros, a veces capituliforme, con bracteolas interflorales. Las brácteas son semejantes a las hojas y el cáliz tubuloso o campanulado, subactinomorfo o bilabiado, a menudo giboso en la base, con 5 dientes. La corola, más o menos pubescente, de color blanco a púrpura, con el tubo generalmente más corto que el cáliz, es bilabiada -con un labio superior bilobulado y otro inferior trilobulado-, o bien unilabiada con el labio superior ausente o muy reducido y el inferior pentalobulado con 2 lóbulos latero-posteriores, 2 laterales y un lóbulo central de tamaño diferente. El androceo presenta 4 estambres con 2 más largos y 2 más cortos (didínamos), habitualmente sobresaliendo (protuberantes) y con filamentos curvados. El fruto es esquizocárpico en tetranúcula, en general no con todos los mericarpos fértiles, ovoides o subglobosos, más o menos obscuros, lisos o reticulados, glabros o bien con pelos glandulares o sin glándulas.

## Dispersión y reproducción
La polinización es entomófila y la dispersión de los propágulos se efectúa por medio de hormigas (mirmecocoria).

## Distribución
Género cosmopolita que se distribuye desde la cuenca mediterránea, que parece constituir el principal centro de diversificación con cerca del 90% de los taxones reconocidos, hasta la región macaronésica, América, Japón y Australia. Nativa en prácticamente toda Europa -excepto Suecia, Islandia y Moldavia- y también todo el Magreb

## Subdivisiones

### Sect.Teucrium
Arbustos, matas o hierbas anuales, bienales o perennes. Inflorescencia en espiga de verticilastros. Cáliz subactinomorfo, campanulado.
Unas especies: T. fruticans, T. pseudochamaepitys, T campanulatum y T. aristatum,...

### Sect.Chamaedrys(Mill.) Schreb.
Matas. Inflorescencia en espiga de verticilastros más o menos unilateral, laxa. Cáliz subactinomorfo, no giboso.
Subsect. Chamaedrys (Mill.) Kästner
Ejemplos: T. chamaedrys, T. webbianum, T. pugionifolium,...
Subsect. Marum Kästner
Unos ejemplos: T. subspinosum, T. balearicum, T. intricatum,...

### Sect.MontanaLázaro Ibiza
Sufrútices pequeños o hierbas perennes, a veces con rizomas o estolones, glabros, hirsutos o pubescentes. Tallos redondeados. Hojas oblongas, oblongo-lineares, ovadas, ovado-triangulares o redondas, truncadas, cordiformes o cuneadas, crenadas, enteras u onduladas, planas o revolutas, discoloras; pecioladas o casi sésiles. Inflorescencia terminal, en cabezuela corimboide, globosa, ovoide o espiciforme. Flores erectas, pediceladas. Cáliz regular o irregular con dientes triangulares, planos, a veces mucronados. Corola unilabiada, color crema, blanco, rosado o púrpura. Núculas ovoides, reticuladas, glabras o pelosas, color castaño o negro.
Unas especies: T. montanum, T. pyrenaicum, T. rotundifolium, T. hifacense,...

### Sect.Polium(Mill.) Schreb.
Matas frecuentemente con pelos ramificados. Inflorescencia simple o compuesta, capituliforme o formando glomérulos. Cáliz subactinomorfo o actinomorfo, no giboso.
Subsect. Polium (Mill.) M.E. Cohen
Ejemplos: T. polium, T. murcicum, T. leonis, T. capitatum,...
Subsect. Simplicipilosa S. Puech
Unos ejemplos: T. eriocephalum, T. lanigerum, T. Charidemi, T. haenseleri,...
Subsect. Pumila (Lázaro Ibiza) Rivas Mart.
Unas especies: T. pumilum, T. libanitis, T. lepicephalum, T. turredanum,...

### Sect.Scorodonia(Hill) Schreb.
Subarbustos. Inflorescencia en espigas de verticilastros a menudo unilaterales. Cáliz bilabiado, giboso en la base.
Ejemplos: T. scorodonia, T. pseudoscorodonia, T. salviastrum, T. oxylepis,...

### Sect.StachyobotrysBenth.
Plantas herbáceas perennes, con rizomas. Tallos cuadrangulares. Hojas pecioladas. Inflorescencia simple o ramificada, en racimo denso y espiciforme de pseudoverticilastros de 6 flores formados por dos verticilastros superpuestos, uno de 4 flores, otro bifloro. Cáliz declinado, tubular-campanulado, giboso, irregular. Corola pseudobilabiada, blanca o amarillenta; tubo más estrecho que el tubo del cáliz, arqueado, dilatado en la parte posterior distal; labio superior muy reducido, con lóbulos truncados; labio inferior con el lóbulo central espatulado, deflexo, más desarrollado que los laterales.
Ejemplo: T. bracteatum,...

### Sect.Scordium(Mill.) Rchb.
Hierbas anuales o perennes. fnflorescencia en espiga de verticilastros. Cáliz subactinomorfo, giboso en la base.
Subsect. Scordium (Mill.) Kästner
Ejemplo: T. scordium,...
Subsect. Spinularia (Boiss.) Kästner
Ejemplos: T. spinosum, T. resupinatum,...
Subsect. Botrys Kästner
Ejemplo: T. botrys,...

## Especies seleccionadas
- Teucrium ajugaceum F.M.Bailey & F.Muell.
- Teucrium asiaticum L.
- Teucrium balfourii Vierh.
- Teucrium botrys L. – Germandrina, Hierba tercianera
- Teucrium campanulatum L.
- Teucrium capitatum L. - Poleo montano, Tomillo blanco.
- Teucrium carthaginense Lange - Zamarrilla de Cartagena.
- Teucrium chamaedrys L. - Camedrio, Encinilla
- Teucrium cossonii D.Wood
- Teucrium cubense Jacq.
- Teucrium doumerguei Sennen
- Teucrium dunense Sennen - Polio, Zamarrilla
- Teucrium expansum Pau - Poleo montano, Zamarrilla rastrera.
- Teucrium fruticans L. - Olivilla
- Teucrium gnaphalodes L'Hér. - Zamarilla
- Teucrium heterophyllum L'Hér
- Teucrium lusitanicum Schreb. - Tomillo, Zamarrilla blanca
- Teucrium luteum (Mill.) Degen
- Teucrium marum L.
- Teucrium montanum L. - Zamarrilla de hojas de espliego.
- Teucrium polium L. - Polio, Poleo montano, Zamarilla
- Teucrium pseudochamaepitys L. - Pinillo bastardo, Yerba de la Cruz
- Teucrium salviastrum Schreb. - Encinilla portuguesa.
- Teucrium scordium L. - Escordio
- Teucrium scorodonia L. - Escorodonia[11]

Nota: esta lista se limita a las especies descritas en esta Wikipedia.

## Sinonimia
- Chamaedrys Mill., Gard. Dict. Abr., ed. 4, 1754
- Polium Mill., Gard. Dict. Abr., ed. 4, 1754
- Scordium Mill., Gard. Dict. Abr., ed. 4, 1754
- Scorodonia Hill, Brit. Herb.,: 372, 1756
- Iva Fabr., Enum., 45, 1759, nom. illeg.
- Melosmon Raf., Fl. Tellur., 3: 85, 1837
- Monipsis Raf., Fl. Tellur., 3: 85, 1837
- Scorbion Raf., Fl. Tellur., 3: 85, 1837
- Trixago Raf., Fl. Tellur., 3: 85, 1837
- Poliodendron Webb & Berthel., Hist. Nat. Iles Canaries, 3: 106, 1845
- Monochilon Dulac, Fl. Hautes-Pyrénées, 405, 1867
- Botrys Fourr., Ann. Soc. Linn. Lyon, n.s., 17: 138,1 869
- Kinostemon Kudô, Trans. Nat. Hist. Soc. Taiwán., 19: 1, 1929[12]